# 台中市公車5路
台中市公車5路行駛自臺中車站（民族路口）至文修停車場，由全航客運營運。本路線主要行駛於五權路、向上路、惠中路、臺灣大道。經過多個學區、商圈、文教區、交通轉運站以及政府機關，為重要市公車路線之一。

## 歷史
- 2004年3月20日：全航客運5路通車，為第2期高潛力公車路線之一。
- 2012年11月1日：增開班次，並調整臺中火車站端路線，新增美榮藥局（三民路）、臺中公園（自由路）兩站點，並裁撤原第一廣場、建國成功路口兩站點。
- 日期待查：原僑光科技大學端點延駛至文小56停車場。
- 2013年9月1日：文小56停車場更名為文修停車場。
- 2016年4月18日：取消停靠單邊「大遠百」站（往市政路、臺中火車站方向）
- 2016年10月29日：配合「臺中鐵路架化第二階段工程」，臺中火車站往臺中火車站及僑光科技大學方向站位遷移至建國路166號（原金沙百貨對面）。[1] [2] [3]
- 2019年1月1日：為利民眾辨識「臺中火車站」周邊公車站站名，「臺中火車站（金沙百貨）」更名為「臺中車站（民族路口）」。
- 2019年11月30日：往僑光科技大學加經臺中轉運中心、大智北路、八德街，並增設「臺中車站（D月台）」。
- 2020年10月20日：配合交通局實行「臺中捷運綠線通車前，捷運沿線公車站名調整」作業，原「文心森林公園（向上路）」更名為「捷運文心森林公園站（向上路）」。
- 2021年5月10日：往臺中車站方向取消「文修停車場」，增停「集福堂」，「福星光明路口」。[4]
- 2021年6月1日：「一心市場」更名為「三民錦新街口」[5]
- 2021年10月1日：為舒緩介乎惠來路至惠中路一段台灣大道慢車道的擠塞情況，往臺中車站方向改經惠來路二段和市政北五路前往惠中路二段，取消位於台灣大道的「新光三越」站改停「新光三越（惠來路一）」[6]
- 2023年8月28日：調整發車時刻。
- 2024年6月8日：往台中車站方向取消停靠「朝馬（黎明路）」。[7]

## 路線基本資料
- 往文修停車場方向自臺中車站起，沿建國路、台中車站轉運中心、大智北路、八德街、雙十路、自由路二段、臺灣大道一段、三民路二段、三民路三段、五權路、英才路、向上路一段、向上路二段、惠中路二段、惠中路一段、臺灣大道三段、黎明路三段、青海路二段、逢甲路、福星路、福星北路、黎明路三段及漢翔路至文修停車場。
- 往臺中車站方向自集福堂起，沿福星路、黎明路三段、福星北路、福星路、逢甲路、青海路二段、黎明路三段、臺灣大道三段、惠來路二段、市政北五路、惠中路一段、惠中路二段、向上路二段、向上路一段、英才路、五權路、三民路三段、三民路二段、民權路及建國路至臺中車站。

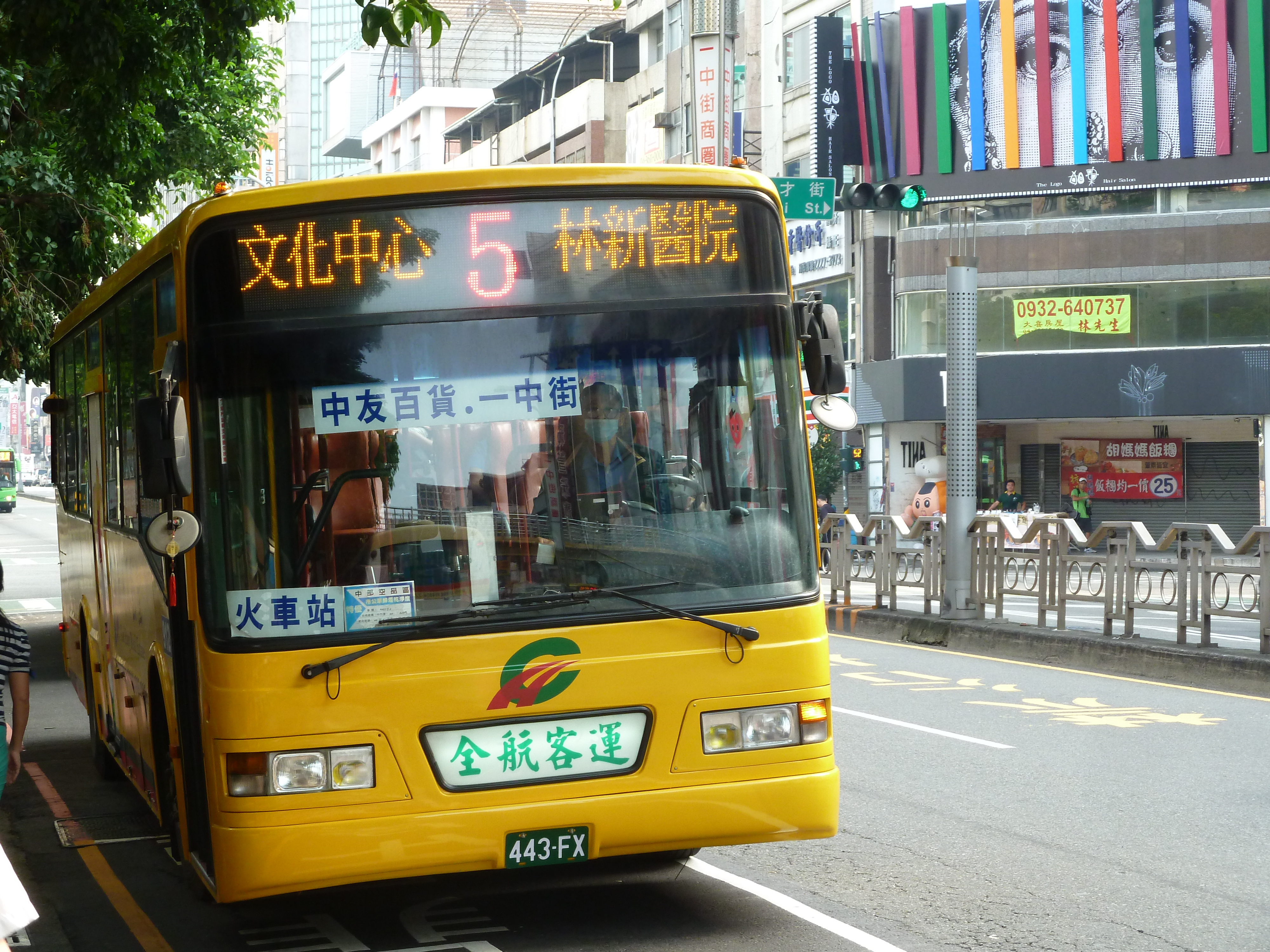
443-FX行駛於5路
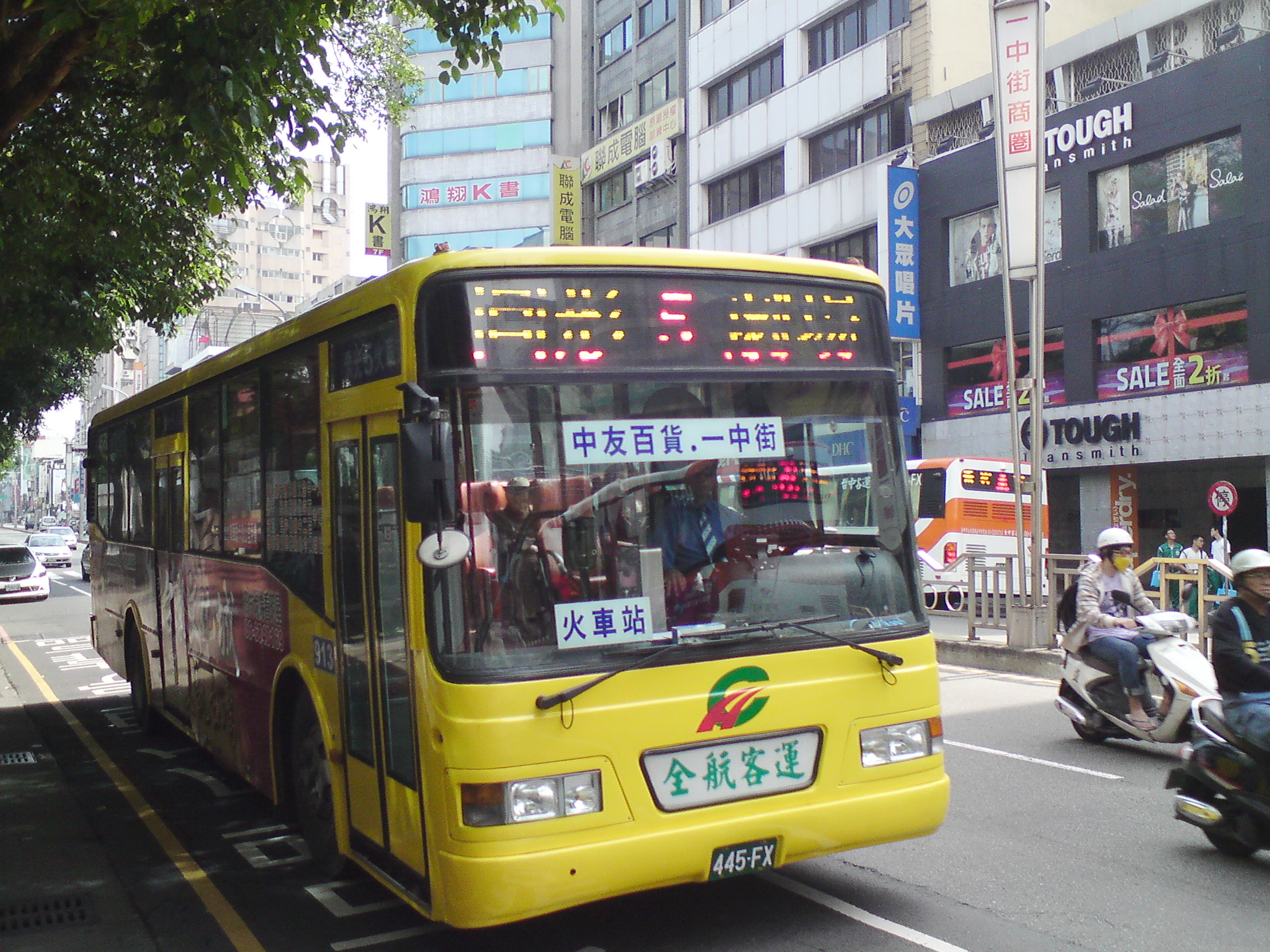
445-FX行駛於5路

### 時刻表
- 時刻表僅供參考，請以全航客運網站公告為準。時刻表更新時間為2025年3月28日。

| 台中市公車5路時刻列表                                                                                              | 台中市公車5路時刻列表                                                                                              |
| --- | --- |
| 臺中車站（民族路口）發車                                                                                           | 集福堂發車 |
| 平／假日 尖峰時間：班距30～45分/班 06:00～08:00、16:00～18:00 離峰時間：班距45～60分/班 08:00～16:00、18:00～22:00 | 平／假日 尖峰時間：班距30～45分/班 06:00～08:00、16:00～18:00 離峰時間：班距45～60分/班 08:00～16:00、18:00～22:00 |

### 收費
- 一般市區公車（1～999、綠1～綠4）：依里程計費，收費費率為［2.431×搭乘里程數×（1+5%營業稅）］元。
  - 於基本里程8公里內票價為全票20元、半票11元。
  - 兒童、老人、身心障礙者及其陪伴者依規定半票收費，半票收費費率為原收費費率的一半。
  - 市民限定交通卡：前10公里免費，超過10公里部分票價比照收費費率，且上限為10元。
- 小黃公車（黃1～黃25）：免費。
- 幸福公車（梨山1）：票價比照臺中市計程車收費費率，持電子票證刷卡全程免費。
- 市民小巴（市民小巴1～市民小巴4）：票價比照一般市區公車收費費率，持電子票證刷卡全程免費。

### 停站
- 參見右側站牌路線圖，綠色路段表示行駛優化公車專用道。

## 圖片集
- 443-FX行駛於5路
- 445-FX行駛於5路